# 台北星期天
《台北星期天》是一部2010年發行的台灣喜劇片，馬來西亞籍導演何蔚庭的第一部劇情長片。本片分別獲獲得2010年第12屆台北電影節「電影產業獎」、「國際青年導演競賽特別推薦獎」，及2011年羅馬尼亞國際影展「喜劇類最佳影片」，導演何蔚庭並憑此片獲得第47屆金馬獎最佳新導演獎。

## 主要演員
- Bayani Agbayani 飾 Dado Tagalog
- Epy Quizon 飾 Manuel Dela Cruz
- Alessandra DeRossi 飾 Celia
- Meryll Soriano 飾 Anna
- Nor Domingo 飾 Carros
- Father Jean Claude 飾 神父
- Melenie Hung 飾 Joy
- Julia Chen 飾 Grace

## 客串演員
- Dave Ronald Chang 飾 遣送外勞
- 陳慕義 飾 工廠警衛
- 高美女 飾 輪椅老太太
- 楊炳輝 飾 貨運行老闆
- 張孝全 飾 Celia男友/雇主
- 曾寶儀 飾 搬家妻
- 莫子儀 飾 搬家夫
- 莊捷利 飾 貨車司機
- 陳東海 飾 機車醉漢
- 林若亞 飾 菜鳥女警
- 楊士平 飾 老鳥警官
- 陳育霖 飾 選舉候選人聲音
- 王雅琳 飾 計程車菲律賓太太
- 林景立 飾 計程車先生
- 陳清雲 飾 回收阿伯
- 彭新瀚、王周允、楊文允 飾 購物車小孩
- 陸弈靜 飾 跳樓兒子之母
- 陳冠伯 飾 跳樓兒子
- 李鴻榮 飾 頂樓大人
- 富晨軒 飾 女記者
- 高家芸 飾 檳榔西施
- 秦浩瑋 飾 機場警察
- 蔡勝哲 飾 移民署官員
- 王家潔 飾 廣告幸福女
- 劉　軒 飾 廣告幸福男
- 嚴國良、陳廷威 飾 便衣刑警
- 張曦帆、湯湘竹 飾 搬家工人
- 閻俊瑋 飾 活動房地產廣告
- 王閔立 飾 選舉候選人
- 黃添鈞 飾 新聞攝影師
- 劉叡慈 飾 老太太媳婦
- 馬浩然 飾 老太太兒子
- 亞　里 飾 雇主太太
- 黃楷華 飾 雇主孩子

## 歌曲
- 主題曲：〈台北星期天〉（Pinoy Sunday）
  - 詞：艾比奎松（Epy Quizon）、巴亞尼阿葛巴亞尼（Bayani Agbayani）、諾多明戈（Nor Domingo）
  - 曲、編曲、製作：蔡曜任
  - 唱：艾比奎松（Epy Quizon）、巴亞尼阿葛巴亞尼（Bayani Agbayani）
- 插曲：Touch Me Tonight
  - 曲、編曲、製作：蔡曜任

## 迴響

### 評價
第12屆台北電影節特別評審團評論此片「這是一部神奇的寫實電影，以奇幻而富想像力的說法描述思鄉的外勞故事，兩個演員的演出也十分動人。」著名影評人兼台北金馬影展執行委員會執行長聞天祥曾評論「《台北星期天》以輕盈的調子展現了更多元與複雜的台北即景。」

資深影評人兼廣播主持人藍祖蔚則說道「何蔚庭導演在《台北星期天》挑戰了非常多的國片體例，最重要的是，他給大家看到一部與台北人生活息息相關的精彩喜劇。」「《台北星期天》沒有一個閒雜廢人，主角專業，配角更精準，台灣電影過去偏愛不會演戲的素人，期待他們有原味流露，卻因而喪失了戲劇的醇厚力量，戲味全失，每個演員都會演，每個角色都有戲，《台北星期天》其實展現了一次非常精彩的場面調度，這一切全來自何蔚庭的精準選角，又給了他們全力發揮的空間，才會有喜趣橫生的強烈張力。」

## 獎項
| 年份   | 頒獎典禮         | 獎項                       | 提名者         | 結果 |
| ------ | ---------------- | -------------------------- | -------------- | ---- |
| 2010年 | 第12屆台北電影節 | 電影產業獎                 | 《台北星期天》 | 獲獎 |
| 2010年 | 第12屆台北電影節 | 國際青年導演競賽特別推薦獎 | 何蔚庭         | 獲獎 |
| 2010年 | 第47屆金馬獎     | 最佳新導演                 | 何蔚庭         | 獲獎 |
| 2010年 | 第47屆金馬獎     | 最佳原創電影歌曲           | 《台北星期天》 | 提名 |
| 2011年 | 羅馬尼亞國際影展 | 喜劇類最佳影片             | 《台北星期天》 | 獲獎 |

## 外部連結
- Yahoo奇摩電影上《台北星期天》的資料（繁體中文）
- MSN娛樂上《台北星期天》的資料（繁體中文）

- 開眼電影網上《台北星期天》的資料（繁體中文）
- 豆瓣电影上《台北星期天》的資料 （简体中文）
- 时光网上《台北星期天》的資料（简体中文）
- AllMovie上《台北星期天》的资料（英文）
- 爛番茄上《台北星期天》的資料（英文）
- 香港影庫上《台北星期天》的資料（繁體中文）
- 互联网电影数据库（IMDb）上《台北星期天》的资料（英文）